# Sergio Chiesa
Sergio Líber Chiesa Duhalde (Tacuarembó, Uruguay,11 de enero de 1950) político uruguayo perteneciente al Partido Nacional.

## Biografía
Oriundo del departamento de Tacuarembó, nace en la ciudad capital, el 11 de enero de 1950, siendo hijo del dirigente nacionalista y posterior caudillo "Blanco" de ese departamento, Pedro María Chiesa, exdiputado, Jefe de Policía e Intendente Departamental durante dos períodos (1966 - 1971, y 1972 - 1973).
En los comicios de 1984, Sergio -como lo conocen sus seguidores- fue elegido Intendente de su departamento, constituyéndose en el primer Intendente post dictadura. En el año 1989, es reelecto para desemepeñar el cargo de Intendente Departamental, obteniendo una votación histórica, que lo convirtió en el Intendente electo por mayor caudal individual de votos en la historia del departamento.
Posteriormente, para los comicios de 1994 adhiere al novel movimiento Propuesta Nacional, y es electo senador para el período 1995 - 2000. Fue luego, durante el mismo gobierno encabezado por el presidente Julio María Sanguinetti, Ministro de Ganadería, Agricultura y Pesca.
Como Edil Departamental, trabajó con su Agrupación Lista 400, para volver a postularse al sillón municipal en las elecciones municipales de 2010. Finalmente, en los comicios departamentales de mayo del 2010 recibe la mayor derrota electoral desde los comienzos de su actividad política. Por su parte, quien derrotó a Chiesa fue su principal adversario electoral a nivel departamental, la Agrupación Cambio 50, a manos del senador Eber da Rosa Vázquez, y del Intendente reelecto en estas elecciones, Wilson Ezquerra Martinotti.
En julio de 2010 fue nombrado para integrar el directorio de OSE.